# Звезда едет на юг
«Звезда едет на юг» (чеш. Hvězda jede na jih) — музыкальная кинокомедия совместного чехословацко-югославского производства 1958 года, созданная режиссёром Олдржихом Липским.
После завершения съёмок, решением властей ЧССР фильм был «положен по полку» и выпущен в прокат лишь 15 мая 1964 г.

## Сюжет
Большой пражский джазовый оркестр собирается выступить на музыкальном фестивале в Югославии и совершить гастрольный тур по берегу Адриатики. Путешествие планируется до мельчайших деталей, но неожиданное осложнение возникает по вине звезды оркестра, певицы Сони Клановой, которая опаздывает на поезд. Первое выступление оркестра находится под угрозой срыва.
Выход из этого положения принесёт с собой ряд недоразумений и ошибок, из-за которых изначально тихое и приятное путешествие музыкального коллектива, превращается в безумную гонку, связанную с трагикомическими ситуациями.
В фильме звучит много музыки в исполнении оркестра Карела Влаха и песен, которые исполнили Ярмина Весела, Рудольф Кортез, Владимир Меншик, Йозеф Глиномаз, Рудольф Дейл и др.

## В ролях
- Джордана Милетич — Соня Кланова, певица
- Рудольф Грушинский — дирижёр джазового оркестра
- Йоза Грегорин — Драго
- Барбара Поломская — Лида
- Людмила Пихова — Надемлейнска
- Рудольф Дейл — Нечасек
- Стелла Зазворкова — Петьока
- Милош Копецкий — руководитель оркестра
- Эман Фиала — Струхал
- Ярослав Штерцл — Пиштеляк
- Рудольф Кортез — Барта, певец
- Антун Налис — руководитель музыкального фестиваля
- Карел Эффа — Зейда, гитарист
- Владимир Меншик — Вострак, кларнетист
- Йозеф Глиномаз — Бжиза, трубач
- Любомир Липский — Голпуч, тромбонист
- Вацлав Трегль — таможенник